# Ofer Hugi
Ofer Hugi (hebrejsky: עופר חוגי) je izraelský rabín, politik a bývalý poslanec Knesetu za stranu Šas.

## Biografie
Narodil se 17. dubna 1962. Sloužil v izraelské armádě, kde získal hodnost Staff Sergeant (Samal Rišon). Vystudoval náboženské školy a získal osvědčení pro výkon profese rabína. Hovoří hebrejsky, arabsky a anglicky.

## Politická dráha
Působil jako generální ředitel ústavu Or ha-Chajim.
V izraelském parlamentu zasedl poprvé po volbách do Knesetu v roce 1999, v nichž nastupoval za stranu Šas. Byl členem výboru pro ekonomické záležitosti, výboru House Committee, výboru pro státní kontrolu, finančního výboru a výboru pro vzdělávání a kulturu. Znovu se v Knesetu objevil ve funkčním období po volbách v roce 2003. Mandát ale získal jako náhradník až v březnu 2006, jen několik týdnů před koncem volebního období. Nastoupil za ja'ira Perece, který musel rezignovat po aféře, kdy byl obviněn z podvodů.
Ve volbách do Knesetu v roce 2006 mandát nezískal a byl později rovněž odsouzen za podvody.